# Livret d'ouvrier
Le livret d'ouvrier est un document officiel français mis en service par le Consulat le 12 avril 1803, généralisé par Napoléon Ier, dont l'usage décline à partir de 1860 sous Napoléon III pour s'éteindre le 2 juillet 1890,. Il permet le contrôle des déplacements des ouvriers par les autorités auxquelles il doit être présenté à de multiples occasions.

## En France

### Un moyen administratif de contrôle social

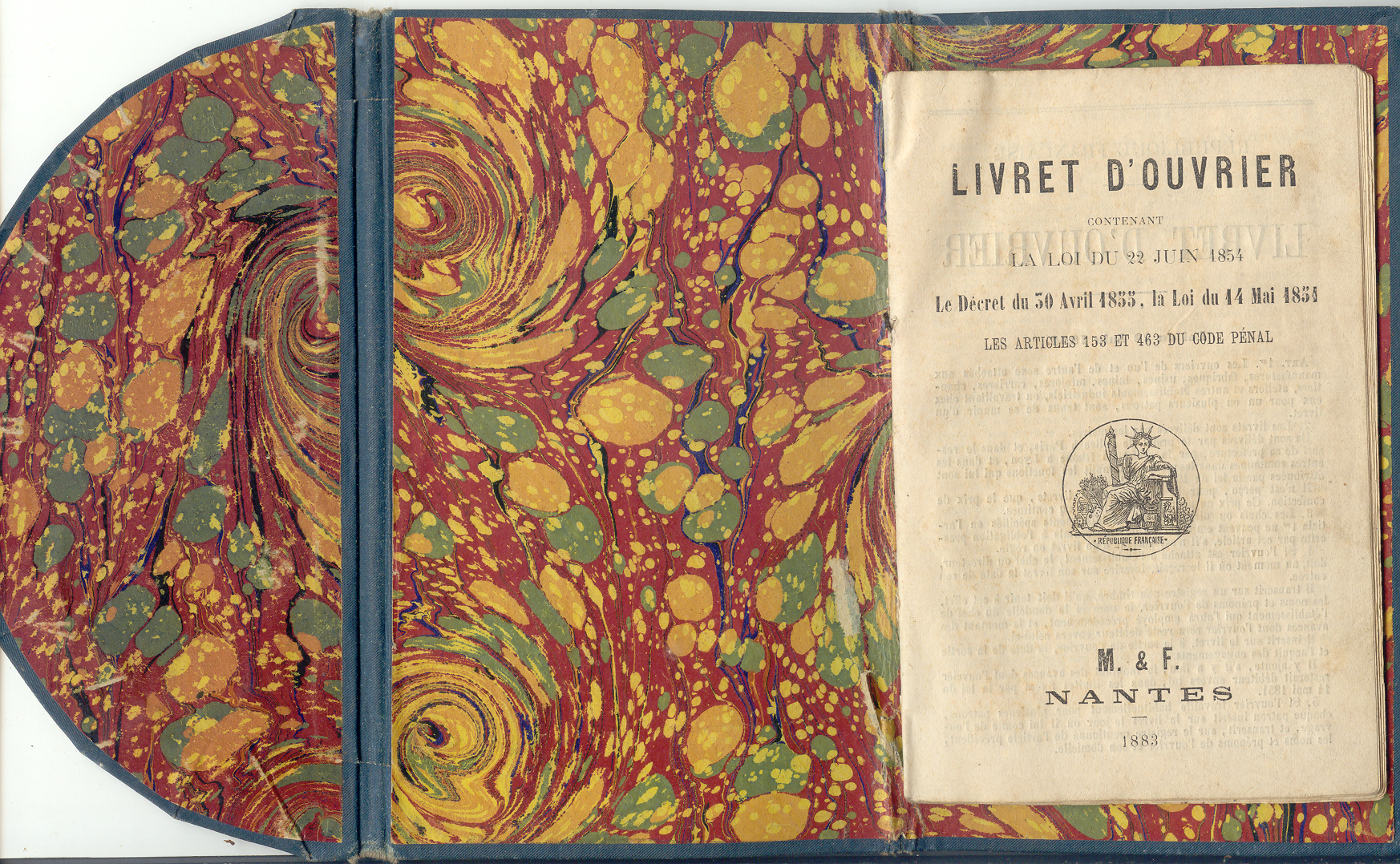
Livret d'ouvrier (1883).

L’ouvrier est tenu de faire viser son dernier congé par le maire ou son adjoint, et de faire indiquer le lieu où il propose de se rendre. Tout ouvrier qui voyage sans être muni d’un livret ainsi visé est réputé vagabond, et peut être arrêté et puni comme tel[réf. nécessaire]. Le livret est supprimé sous la Révolution et rétabli par le Premier consul en 1803 (loi du 22 germinal an XI — 12 avril 1803 — et arrêté du 9 frimaire an XII — 1er décembre 1803) afin de « domestiquer le nomadisme des ouvriers ».
Le livret d'ouvrier comporte aussi un rappel de l'interdiction des coalitions d'ouvriers. Le patron garde le livret pendant tout le temps où l'ouvrier travaille chez lui. L'ouvrier ne peut donc pas partir quand il le souhaite. Toutefois, à partir de 1854, le livret est laissé aux mains de l'ouvrier (loi du 22 juin 1854)[réf. nécessaire].
Le délit de coalition est aboli le 25 mai 1864 par la loi Ollivier, mais le livret d'ouvrier est obligatoire jusqu'en juillet 1890, et certains seront encore délivrés en 1908.

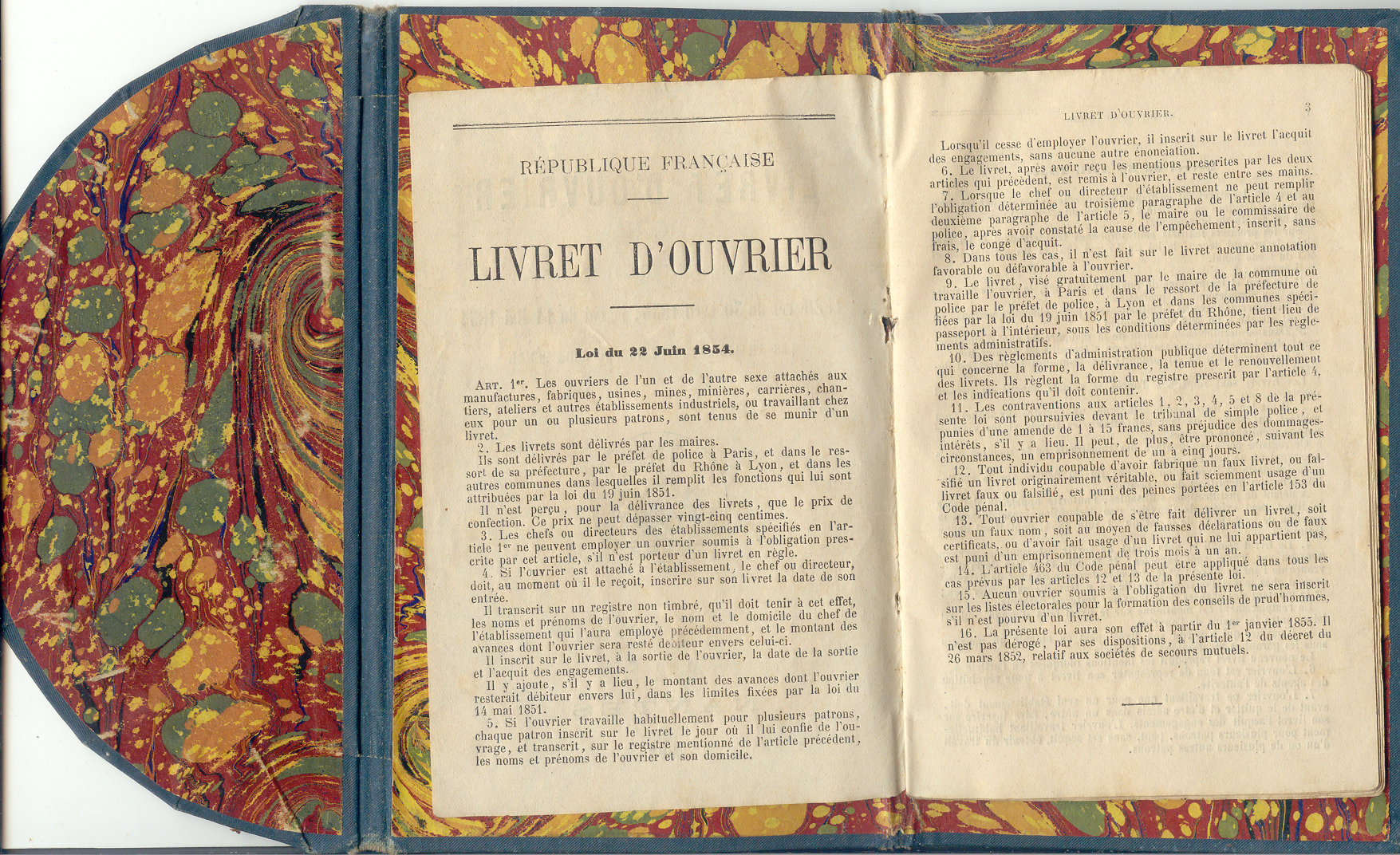
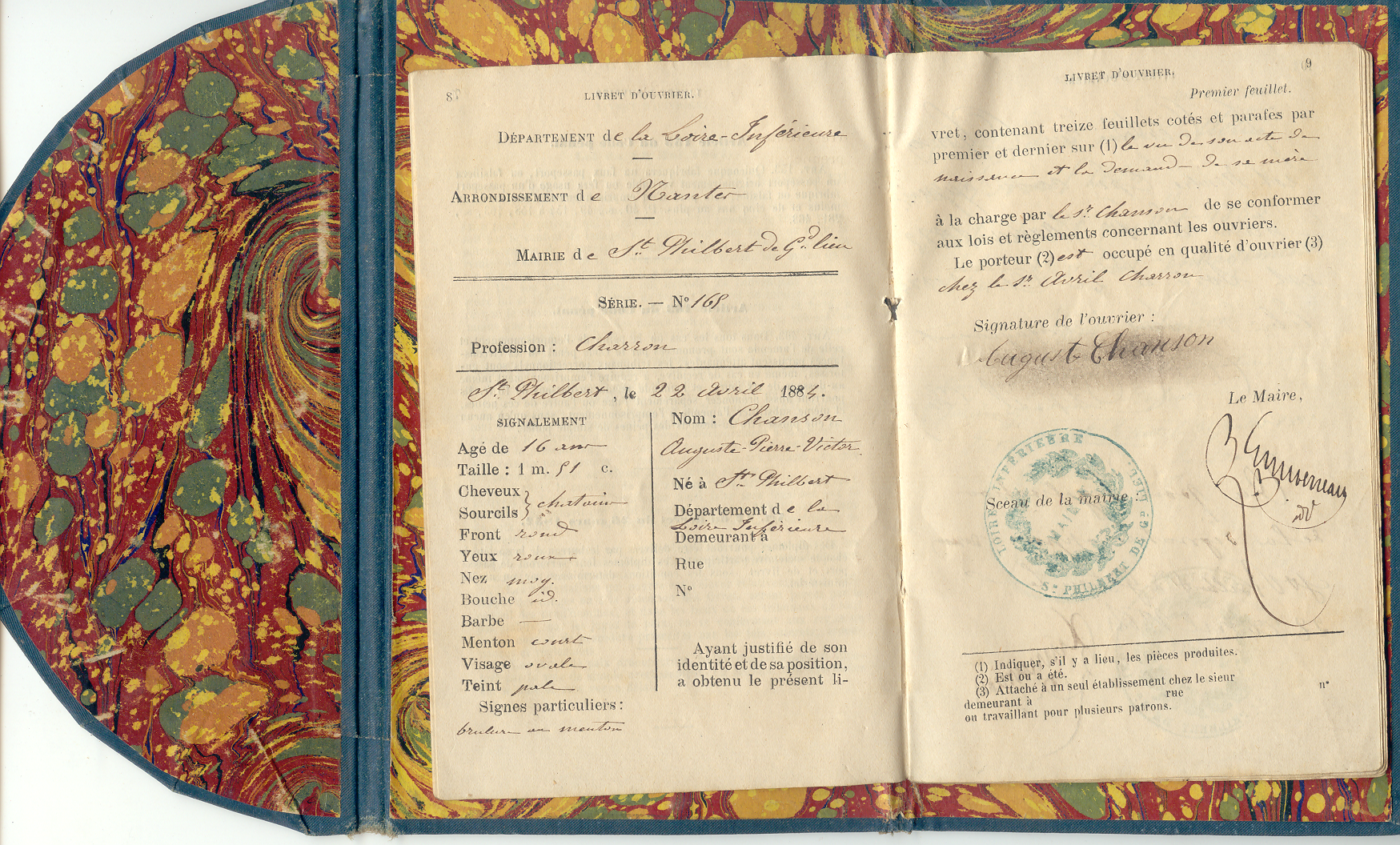
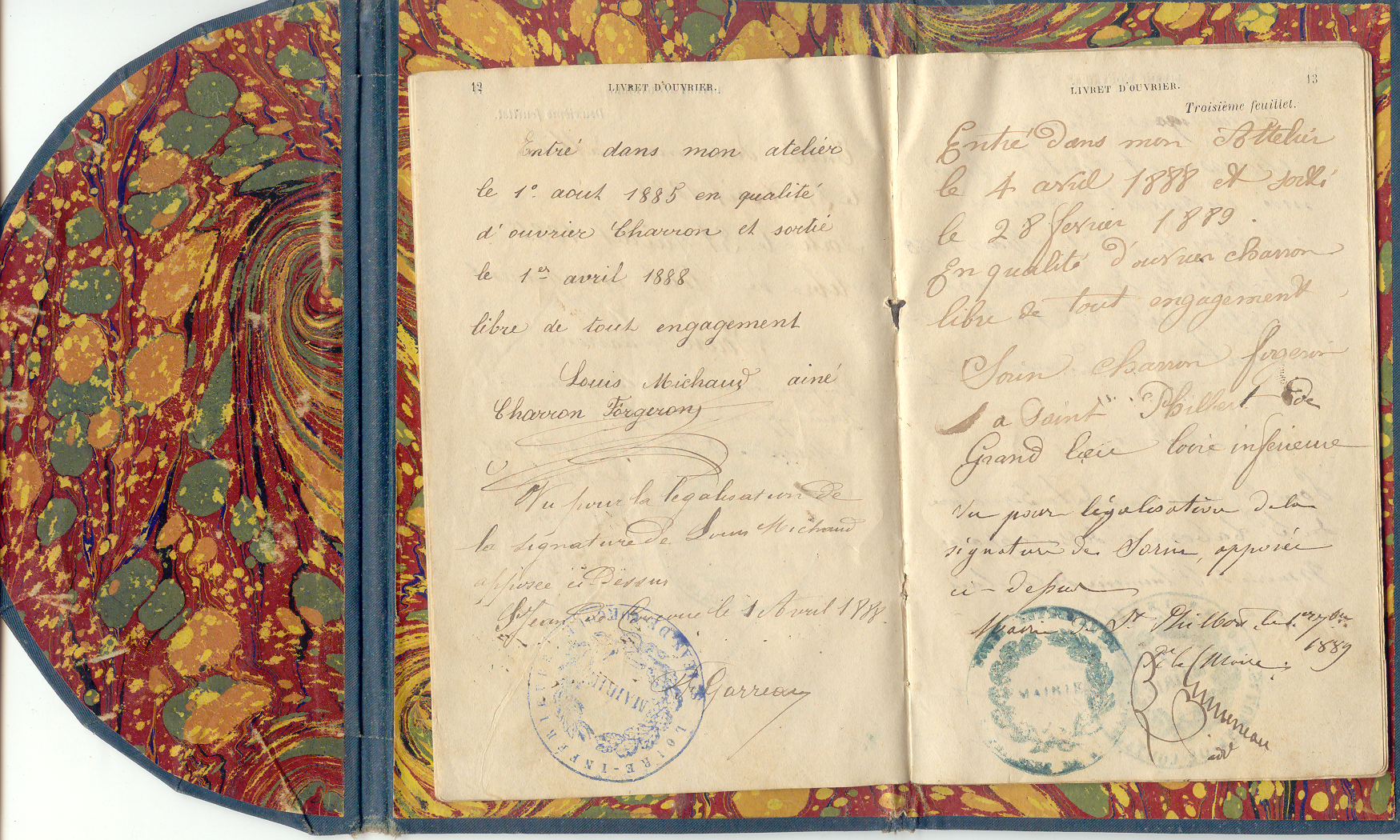
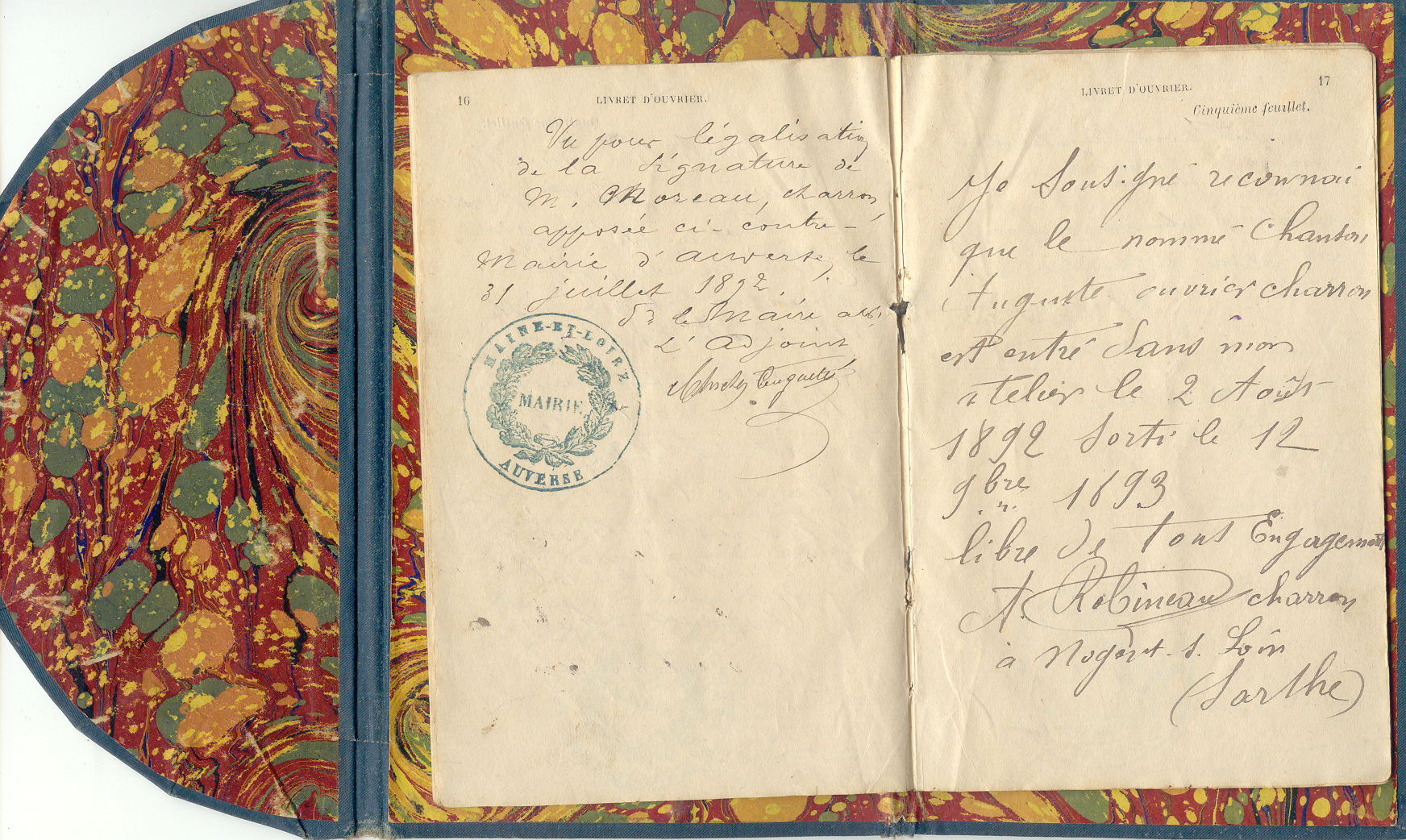
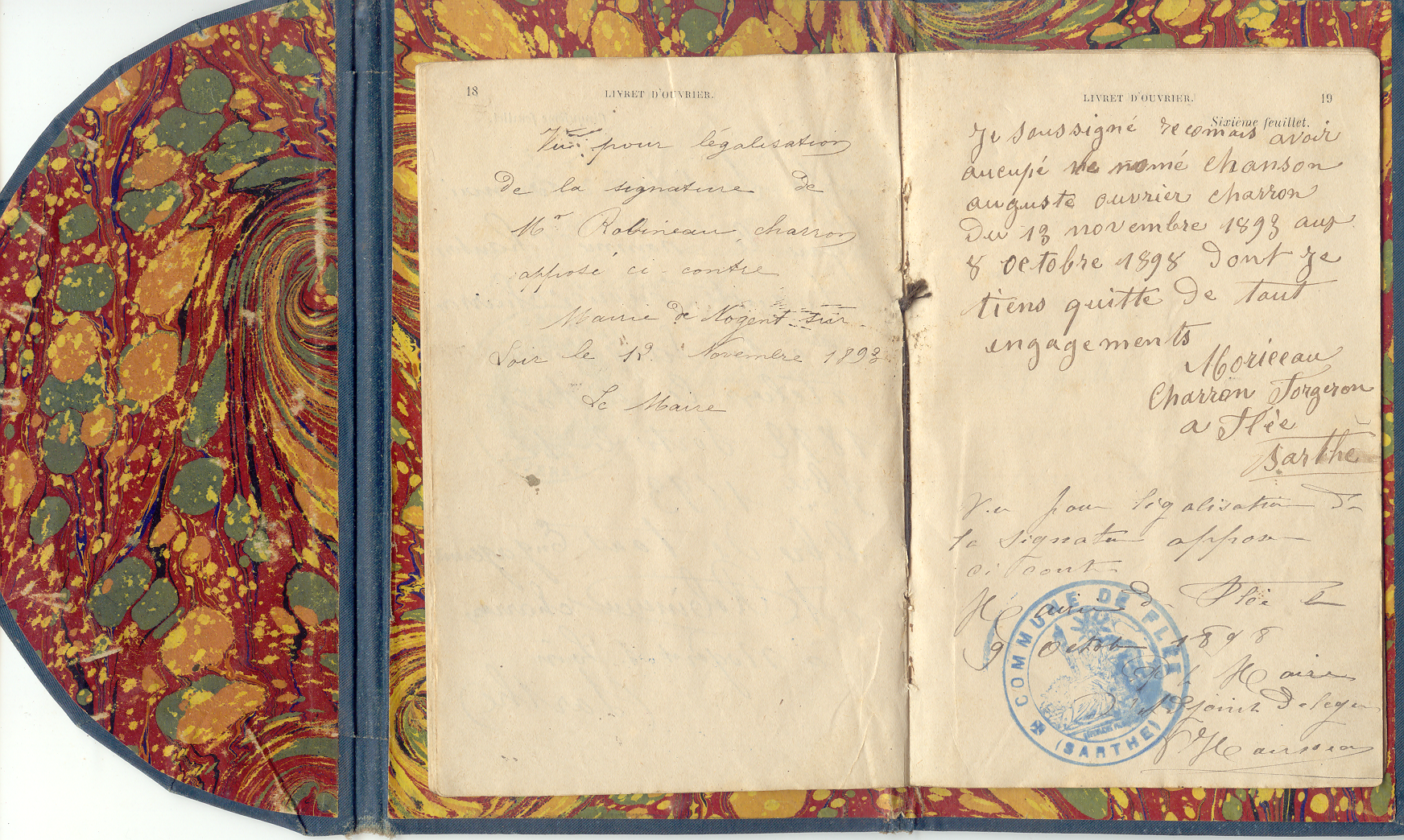
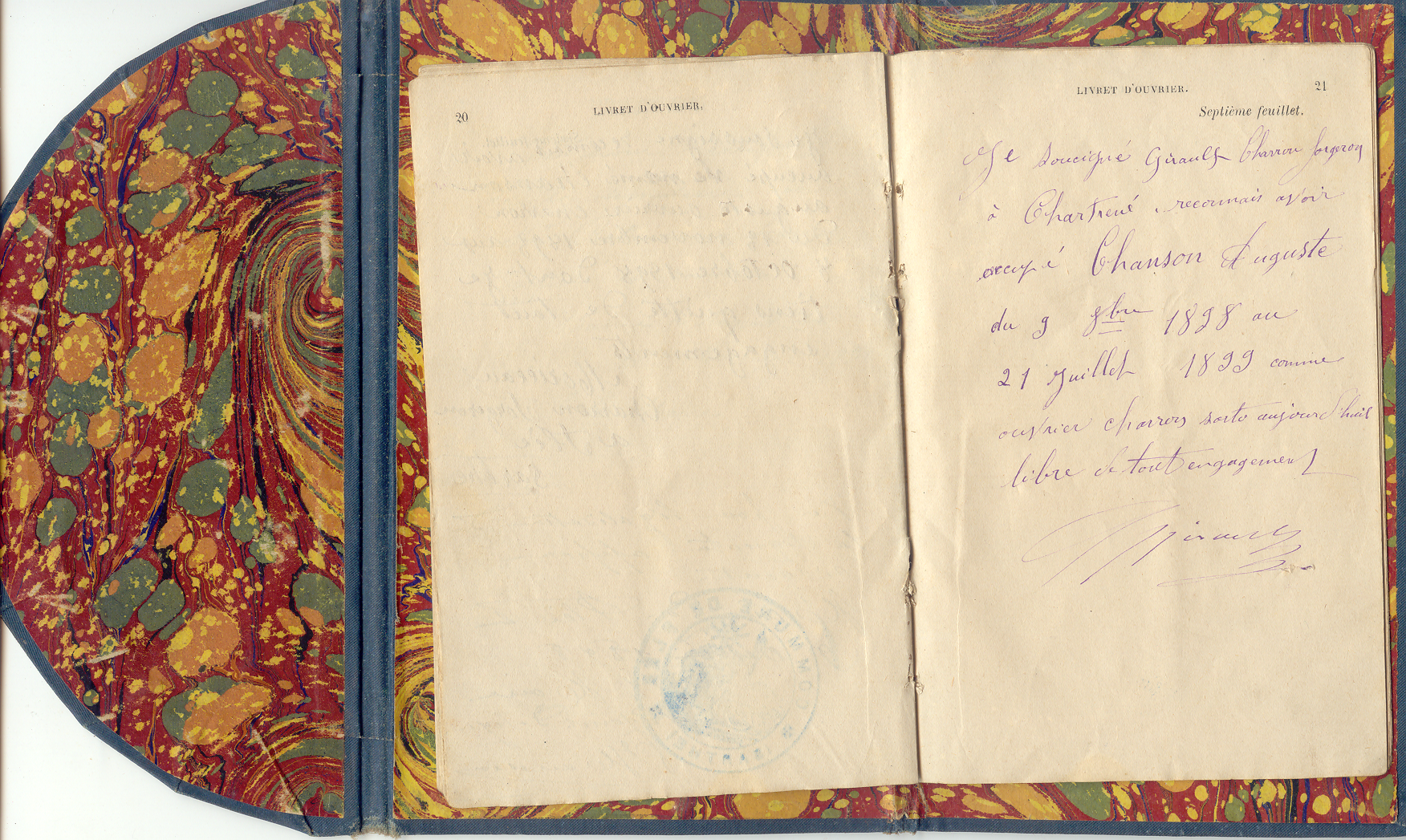
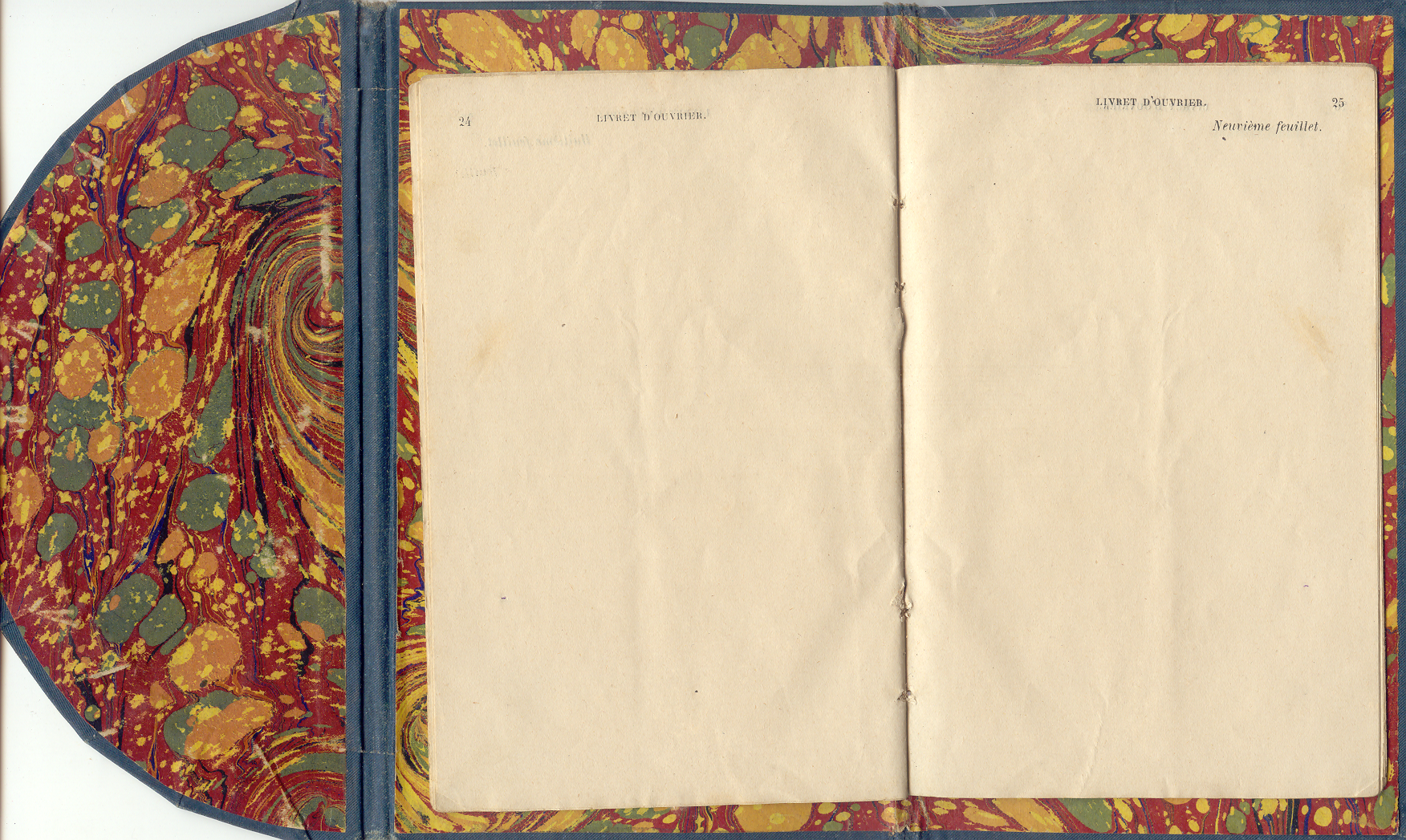
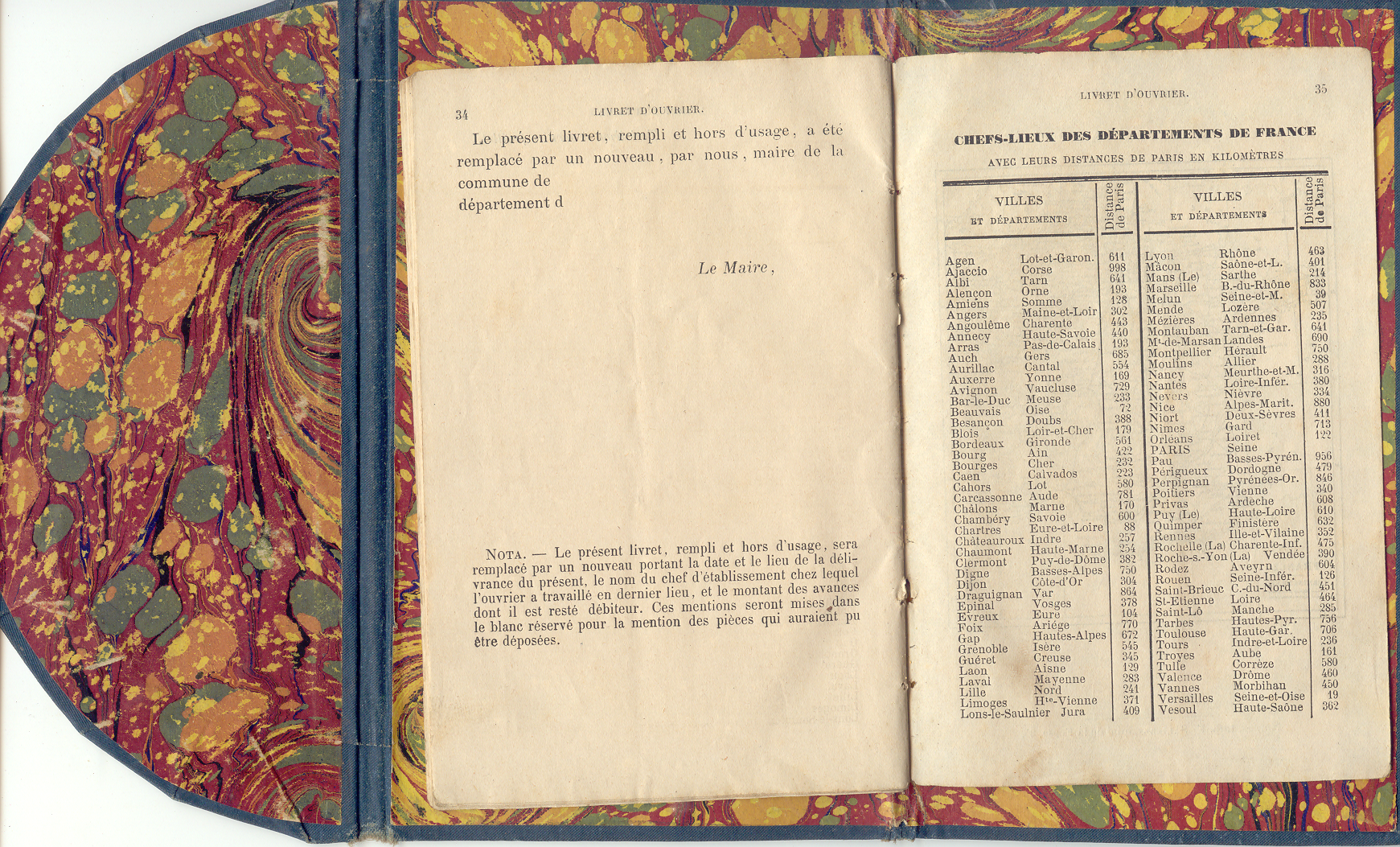
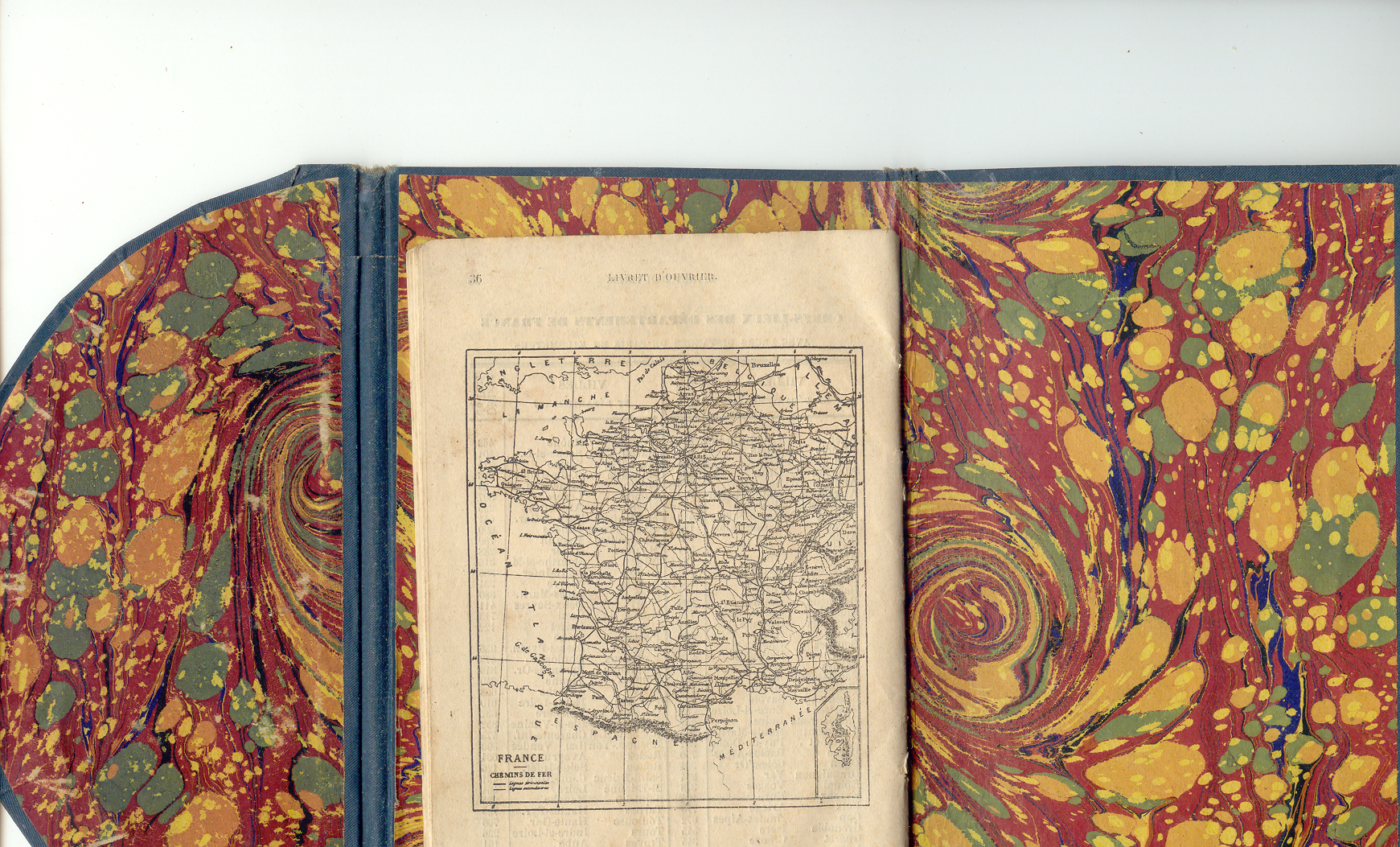

## Dans d'autres pays
En Chine impériale, un système d'identification et de contrôle du domicile, nommé huji, est apparu dès la dynastie Xia. Puis, sous la Chine communiste un livret différenciant les ouvriers urbains et ruraux a été instauré en 1958.
En Belgique, le roi Léopold II l'a rendu facultatif[réf. nécessaire].
La loi du 10 juillet 1883 portant le titre « Loi concernant les livrets - Abrogation de l'article 1781 du Code civil » précise :
- Art. 1 - Sont abrogés… ainsi que les arrêtés du 30 décembre 1840 et du 10 novembre 1845 ;
- Art. 2 - Le livret est facultatif pour toute personne qui engage ses services soit à temps, soit pour une entreprise déterminée ;
- Art. 3 - Celui qui veut obtenir un livret en fait la demande à l'Administration communale du lieu de son domicile, laquelle est tenue de le lui délivrer.

Des livrets ont été complétés par des entreprises jusqu'au moins 1963. Les patrons ne pouvaient toutefois qu'y écrire les dates d'entrée et de sortie (art. 5 de la loi).
Un livret semblable est apparu en URSS à partir de 1938. Ce livret existe toujours en Russie de nos jours, il doit être présenté à chaque nouvel employeur[réf. nécessaire].